# ذي النعير (حبيش)

تعديل مصدري - تعديل

ذي النعير محلة تابعة لقرية المصينعة، التابعة لعزلة السلق بمديرية حبيش إحدى مديريات محافظة إب في الجمهورية اليمنية، بلغ تعداد سكانها 31 حسب تعداد اليمن لعام 2004.